# مالیمبه ایبادان
مالیمبه ایبادان (نام علمی: Malimbus ibadanensis) نام یک گونه از سرده مالیمبه‌ها است.